# Wirwignes
Wirwignes est une commune française située dans le département du Pas-de-Calais en région Hauts-de-France.
La commune fait partie de la communauté de communes de Desvres - Samer qui regroupe 31 communes et compte 23 221 habitants en 2021.
Le territoire de la commune est situé dans le parc naturel régional des Caps et Marais d'Opale.

## Géographie

### Localisation
Localisée dans l’ouest du département du Pas-de-Calais, Wirwignes est une commune drainée par la Liane et située, à vol d'oiseau, à 5 km à l'ouest de la commune de Desvres, dont elle est limitrophe, et à 11 km au sud-est de la commune de Boulogne-sur-Mer (aire d'attraction et chef-lieu d'arrondissement).
Le territoire de la commune est limitrophe de ceux de six communes.
Les communes limitrophes sont Baincthun, Crémarest, Desvres, Longfossé, Questrecques et Wierre-au-Bois.

### Géologie et relief
La superficie de la commune est de 12,48 km2 ; son altitude varie de 22  à   102 mètres.
Le territoire communal est inclus dans la boutonnière du Boulonnais, au sein des paysages boulonnais (bocage),. Le relief est vallonné, le village étant situé en creux de vallon.

### Hydrographie
Le territoire de la commune est situé dans le bassin Artois-Picardie.
La commune est traversée par quatre cours d'eau :
- le fleuve côtier la Liane, cours d'eau naturel de 38 km, qui prend sa source dans la commune de Quesques et se jette dans la Manche au niveau de la commune de Boulogne-sur-Mer[5] ;
- le ruisseau de la haute Faude, d'une longueur de 4,68 km[6] ;
- le ruisseau de la lombarderie, d'une longueur de 2,02 km[7] ;
- le ruisseau du grand crocq, d'une longueur de 1,31 km[8].

Il existe un réseau de mares sur le territoire communal.

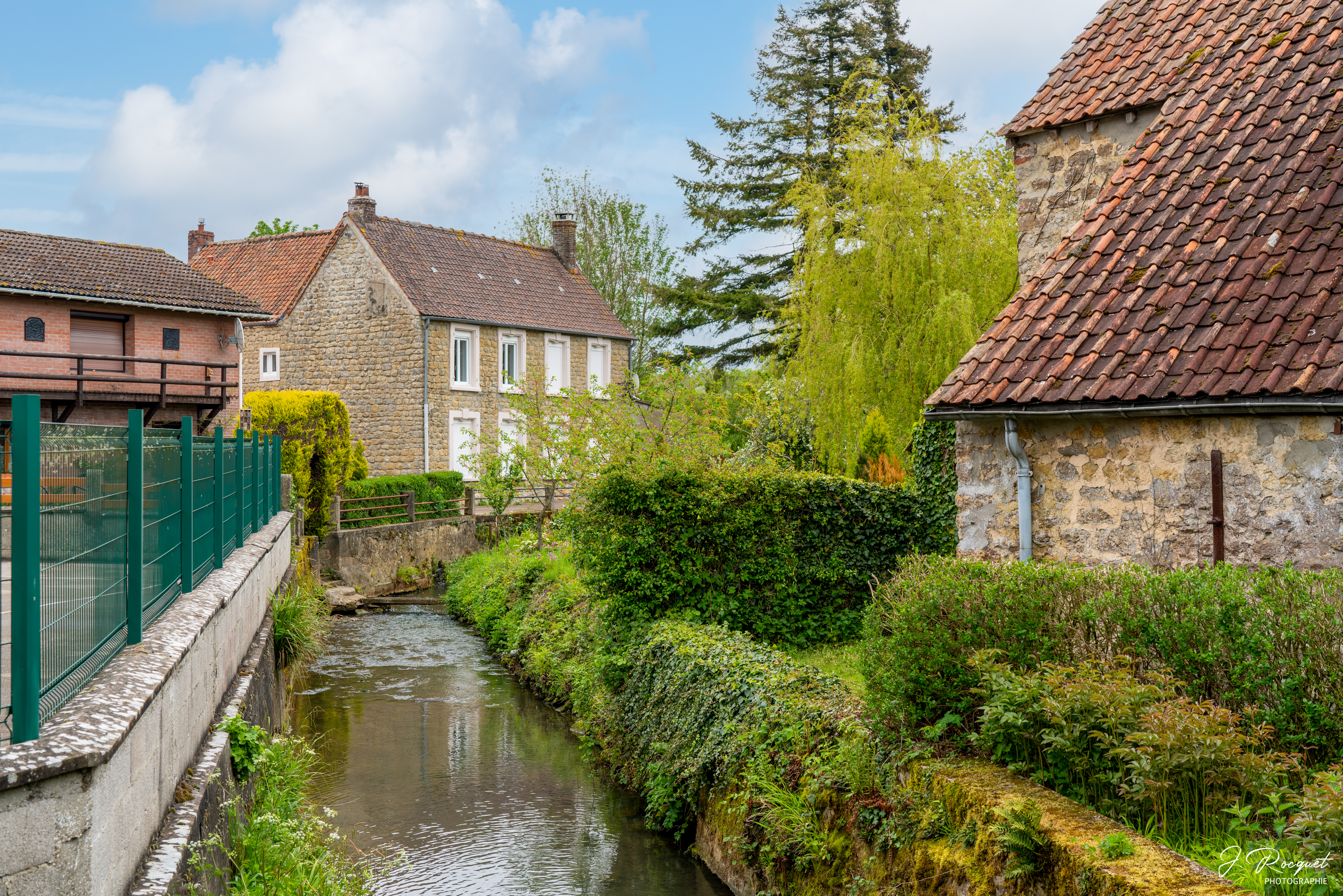
La Faude au centre de Wirwignes.

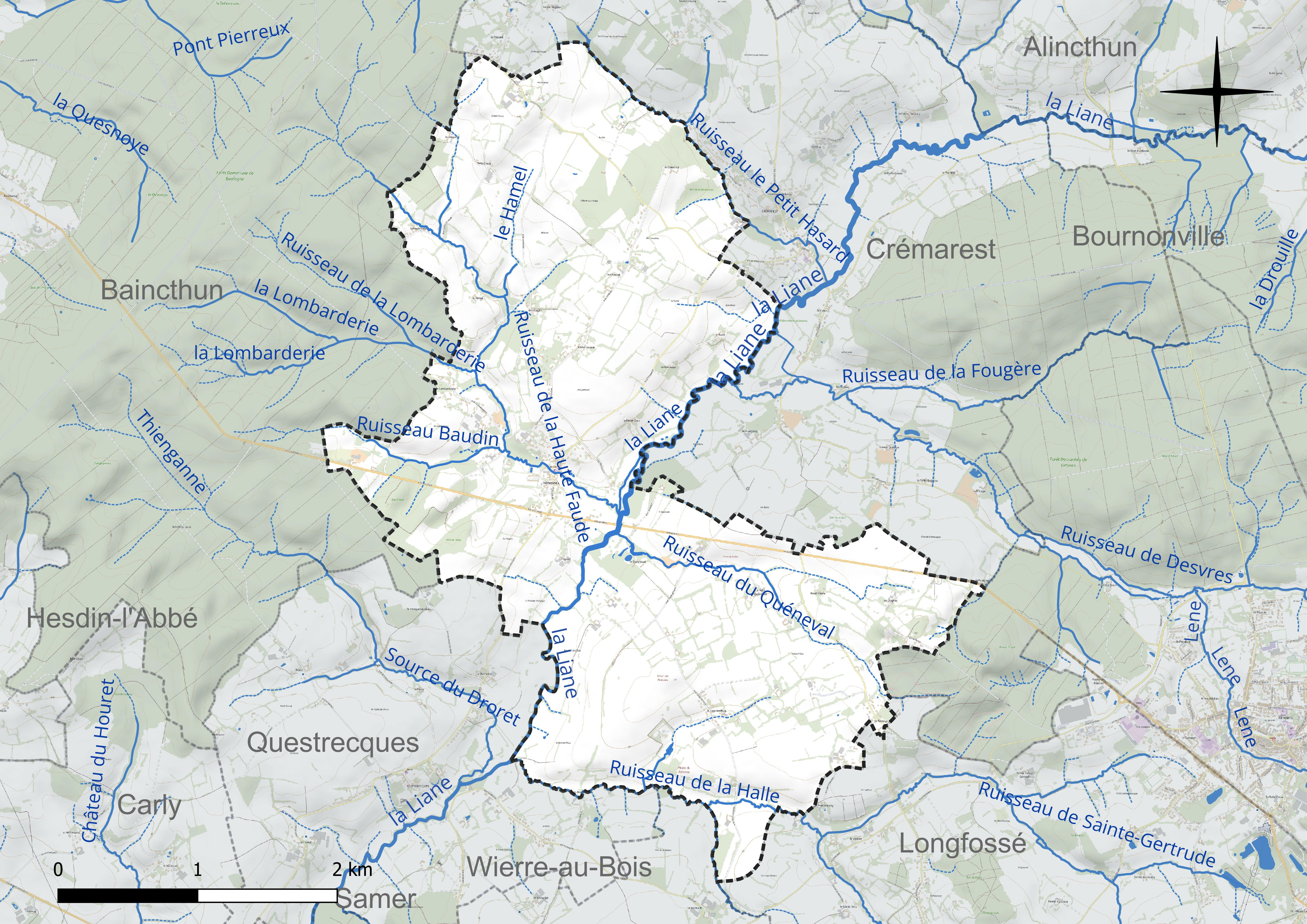
Réseau hydrographique de Wirwignes.

### Climat
Pour des articles plus généraux, voir Climat des Hauts-de-France et Climat du Nord-Pas-de-Calais.
En 2010, le climat de la commune est de type climat océanique franc, selon une étude du CNRS s'appuyant sur une série de données couvrant la période 1971-2000. En 2020, Météo-France publie une typologie des climats de la France métropolitaine dans laquelle la commune est exposée à un climat océanique et est dans la région climatique Côtes de la Manche orientale, caractérisée par un faible ensoleillement (1 550 h/an) ; forte humidité de l’air (plus de 20 h/jour avec humidité relative > 80 % en hiver), vents forts fréquents.
Pour la période 1971-2000, la température annuelle moyenne est de 10,4 °C, avec une amplitude thermique annuelle de 13,2 °C. Le cumul annuel moyen de précipitations est de 823 mm, avec 12,7 jours de précipitations en janvier et 8,2 jours en juillet. Pour la période 1991-2020, la température moyenne annuelle observée sur la station météorologique la plus proche, située sur la commune de Boulogne-sur-Mer à 11 km à vol d'oiseau, est de 11,2 °C et le cumul annuel moyen de précipitations est de 824,5 mm,. Pour l'avenir, les paramètres climatiques de la commune estimés pour 2050 selon différents scénarios d'émission de gaz à effet de serre sont consultables sur un site dédié publié par Météo-France en novembre 2022.

### Milieux naturels et biodiversité

#### Espace protégé et géré
La protection réglementaire est le mode d’intervention le plus fort pour préserver des espaces naturels remarquables et leur biodiversité associée.
Dans ce cadre, la commune fait partie d'un espace protégé : le parc naturel régional des Caps et Marais d'Opale, d’une superficie de 132 499 hectares réparties sur 154 communes, géré par le syndicat mixte d'aménagement et de gestion du parc naturel régional des Caps et Marais d'Opale.

### Paysages
Pour un article plus général, voir Paysage en France.
La commune s'inscrit dans le « paysage boulonnais » tel que défini dans l’atlas de paysages de la région Nord-Pas-de-Calais, conçu par la direction régionale de l'Environnement, de l'Aménagement et du Logement (DREAL),.
Ce paysage qui concerne 66 communes, se délimite : au Nord, par les paysages des coteaux calaisiens et du Pays de Licques, à l’Est, par le paysage du Haut pays d’Artois, et au Sud, par les paysages Montreuillois.
Le « paysage boulonnais », constitué d'une boutonnière bordée d’une cuesta définissant un pays d’enclosure, est essentiellement un paysage bocager composé de 47 % de son sol en herbe ou en forêt et de 31 % en herbage, avec, dans le sud et l’est, trois grandes forêts, celle de Boulogne, d’Hardelot et de Desvres et, au nord, le bassin de carrière avec l'extraction de la pierre de Marquise depuis le Moyen Âge et de la pierre marbrière dont l'extraction s'est développée au XIXe siècle.
La boutonnière est formée de trois ensembles écopaysagers : le plateau calcaire d’Artois qui forme le haut Boulonnais, la boutonnière qui forme la cuvette du bas Boulonnais et la cuesta formée d’escarpements calcaires.
Dans ce paysage, on distingue trois entités : 
- les vastes champs ouverts du Haut Boulonnais ;
- le bocage humide dans le Bas Boulonnais ;
- la couronne de la cuesta avec son dénivelé important et son caractère boisé[18].

#### Zones naturelles d'intérêt écologique, faunistique et floristique
L’inventaire des zones naturelles d'intérêt écologique, faunistique et floristique (ZNIEFF) a pour objectif de réaliser une couverture des zones les plus intéressantes sur le plan écologique, essentiellement dans la perspective d’améliorer la connaissance du patrimoine naturel national et de fournir aux différents décideurs un outil d’aide à la prise en compte de l’environnement dans l’aménagement du territoire.
Le territoire communal comprend trois ZNIEFF de type 1 : 
- la forêt domaniale de Boulogne-sur-Mer et ses lisières[19] ;
- la forêt domaniale de Desvres. D'une superficie de 1 808 hectares, elle s’étend au nord de la commune de Desvres et appartient au complexe bocager du bas-Boulonnais et de la Liane[20] ;
- le réservoir biologique de la Liane. La Liane est un bassin côtier qui présente un intérêt majeur autant pour les espèces holobiotiques[Note 5] que pour les migrateurs amphihalins[21].

et une ZNIEFF de type 2 :
le complexe bocager du bas-Boulonnais et de la Liane. Le complexe bocager du bas-Boulonnais et de la Liane s’étend entre Saint-Martin-Boulogne et Saint-Léonard à l’ouest et Quesques et Lottinghen à l’est. Il correspond à la cuvette herbagère du bas-Boulonnais.

Carte des ZNIEFF de type 1 et 2 sur la commune
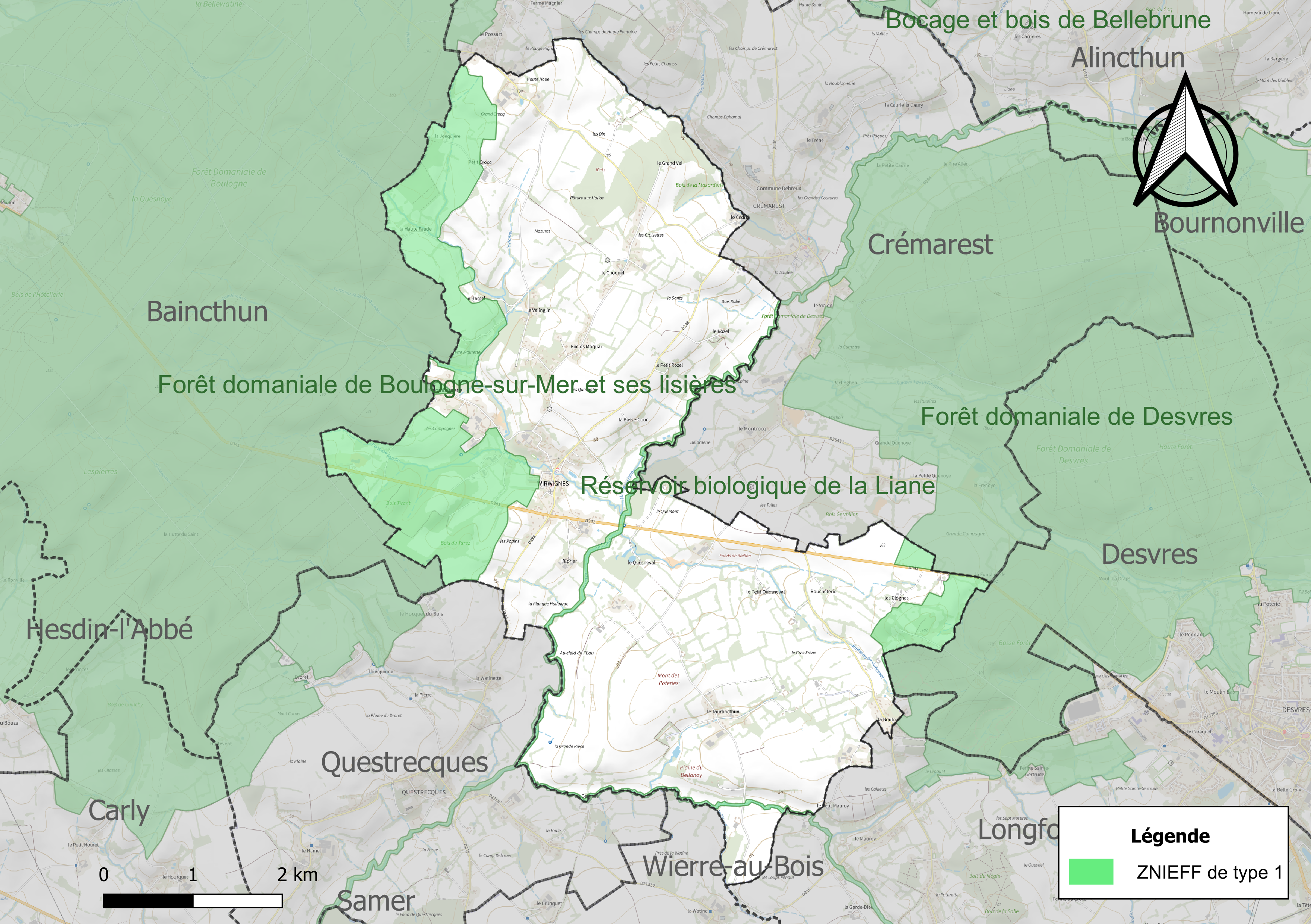
Carte des ZNIEFF de type 1 sur la commune.
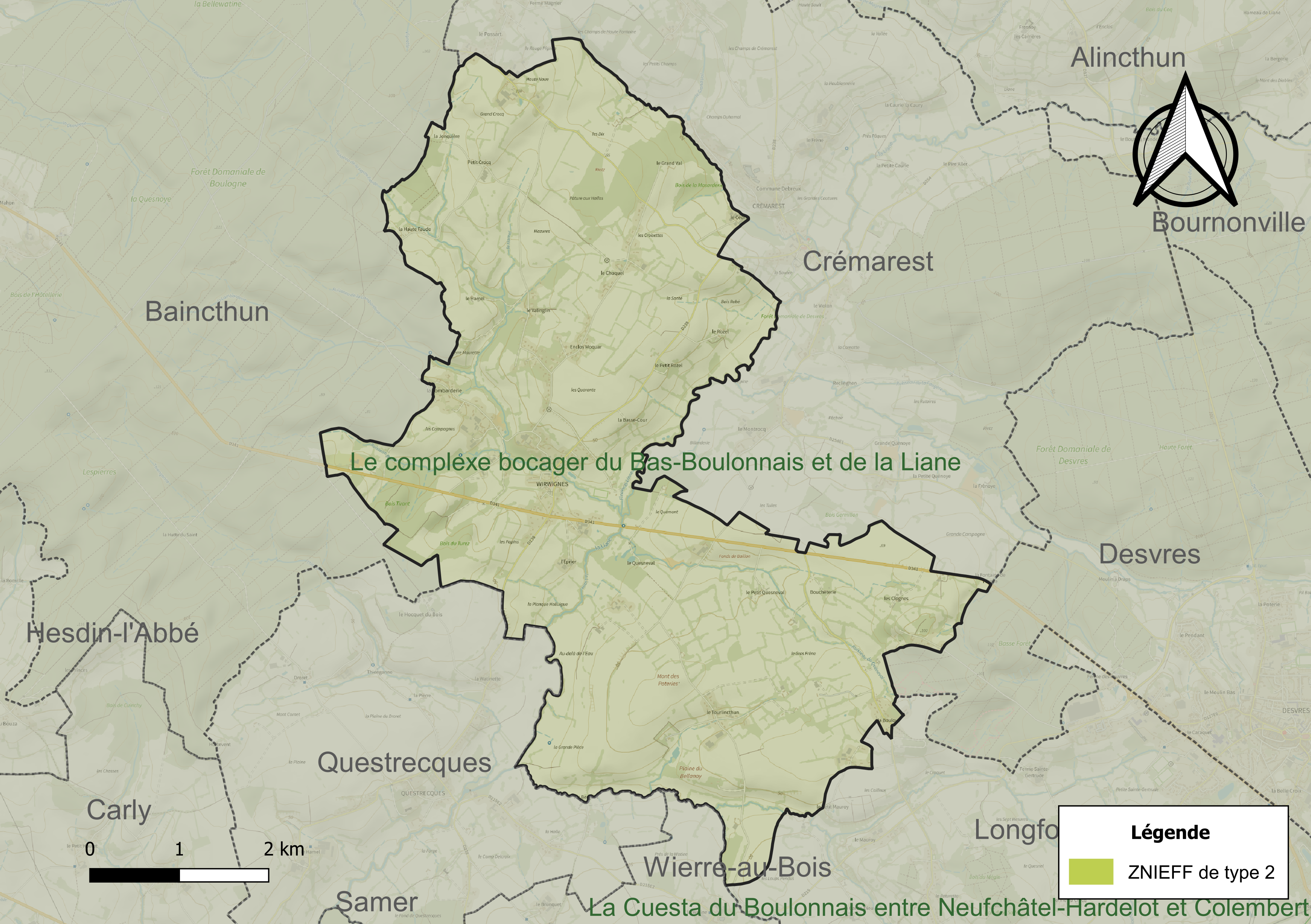
Carte de la ZNIEFF de type 2 sur la commune.

## Urbanisme

### Typologie
Au 1er janvier 2024, Wirwignes est catégorisée commune rurale à habitat dispersé, selon la nouvelle grille communale de densité à sept niveaux définie par l'Insee en 2022.
Elle est située hors unité urbaine. Par ailleurs la commune fait partie de l'aire d'attraction de Boulogne-sur-Mer, dont elle est une commune de la couronne,. Cette aire, qui regroupe 80 communes, est catégorisée dans les aires de 50 000 à moins de 200 000 habitants,.

### Occupation des sols
L'occupation des sols de la commune, telle qu'elle ressort de la base de données européenne d’occupation biophysique des sols Corine Land Cover (CLC), est marquée par l'importance des territoires agricoles (97,8 % en 2018), une proportion identique à celle de 1990 (97,8 %). La répartition détaillée en 2018 est la suivante : 
zones agricoles hétérogènes (57,2 %), terres arables (26 %), prairies (14,5 %), forêts (2,2 %). L'évolution de l’occupation des sols de la commune et de ses infrastructures peut être observée sur les différentes représentations cartographiques du territoire : la carte de Cassini (XVIIIe siècle), la carte d'état-major (1820-1866) et les cartes ou photos aériennes de l'IGN pour la période actuelle (1950 à aujourd'hui).

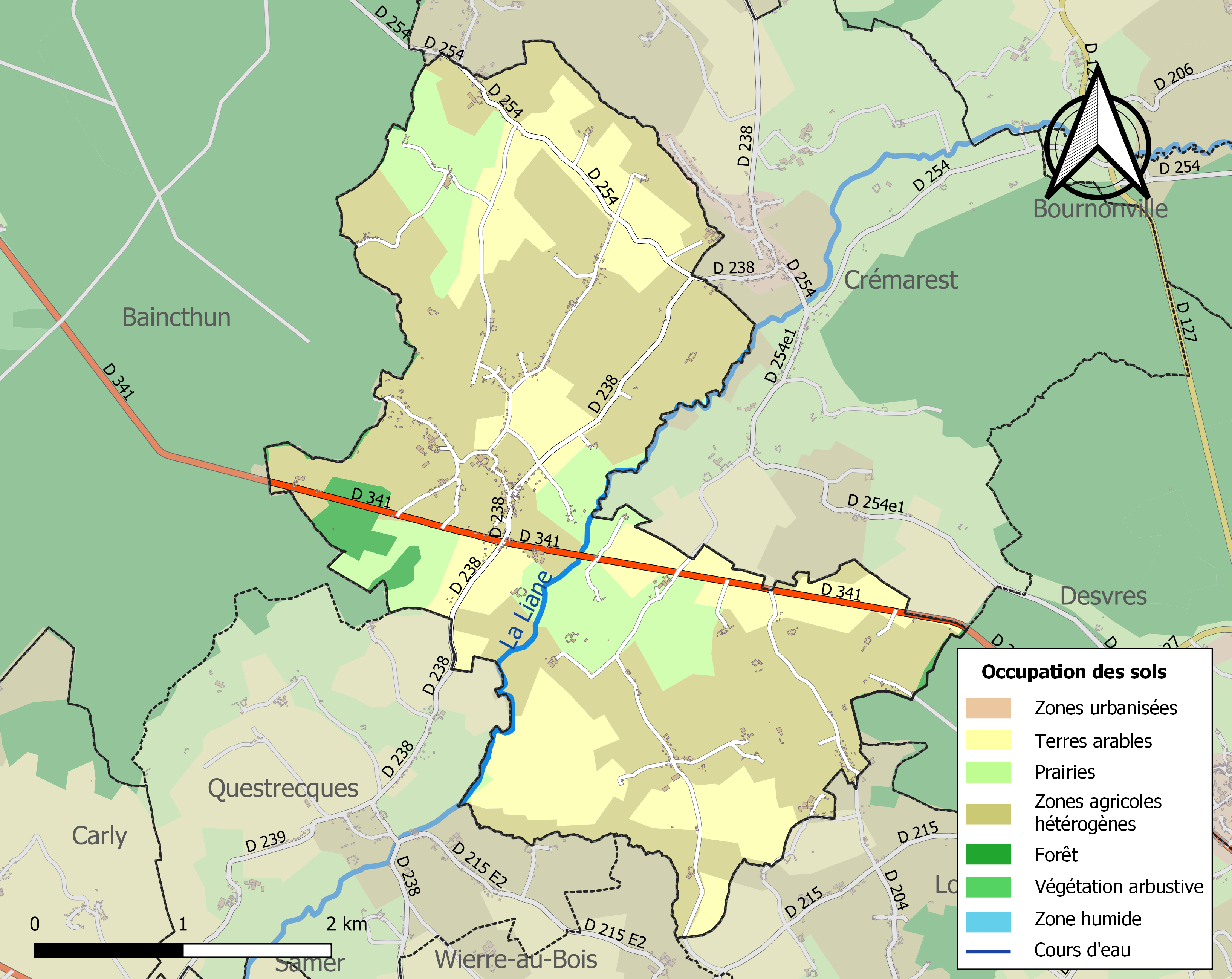
Carte des infrastructures et de l'occupation des sols de la commune en 2018 (CLC).

### Voies de communication et transports
Le village est situé sur un axe de Boulogne-sur-Mer (à 11 km à vol d'oiseau) à Desvres (à 5,4 km) : la D 341. L'autoroute est à environ 9 km.

### Risques naturels et technologiques

#### Risque inondation
À la suite du passage des tempêtes Ciarán, Domingos et Elisa et des inondations et coulées de boue qui se sont produites, la commune est reconnue, par arrêté du 14 novembre 2023, en état de catastrophe naturelle pour inondations et coulées de boue sur la période du 2 au 12 novembre 2023, comme 179 autres communes du département.

## Toponymie
Le nom de la localité est attesté sous les formes Guiliguina (1119), Willewyna (1157), Wilwina (1173), Welwinge (1199), Wilewinge (1209), Willewingue (1254), Willewigne (1393), Wylevygne (1402), Vairevin et Wirwegne (XVe siècle), Willevingne (1512), Wirrervinne (1550), Wirvingne (1553), Wirvine (1554), Wyerre-Wigne (1559), Wilevingne (1581), Wuirvigne (XVIIe siècle), Viere-Vigne (1739), Wirwignes (1793), Werwigue puis Wirwignes (depuis 1801).

## Histoire
Sur le territoire actuel de la commune, a existé avant la Révolution française, la seigneurie de Tourlingthun.

### Seigneurs de Tourlingthun
Au XVIIe siècle, les seigneurs de Tourlincthun appartiennent à la famille Dupire, seigneurs puis barons d'Hinges :
- Jacques Dupire, écuyer, fils de Jean, seigneur de La Montoy, et de Tourlingthun est devenu le mari de dame Louise Delelé par contrat de mariage du 17 février 1629. Il a été tué au siège de Corbie au début de l'année 1636[31].
- Alexandre Dupire, écuyer, fils de Jacques, seigneur de Tourlingthun, Hinges, La Montoy et Montignie est fait baron d'Hinges en 1696. Il s'est marié par contrat du 23 octobre 1664 avec dame Marguerite Thérèse Fourdin. Il est capitaine d'infanterie dans le régiment de Pressau. Il a trois fils qui vont s'engager dans les armes au service de leur roi. Il commande le second bataillon du régiment royal-infanterie de vaisseaux le 26 février 1689. Deux de ses enfants ont été lieutenants de dragons dans le régiment de Sailly et le troisième a été cornette dans le dit régiment[31].
- Nicolas Alexandre Dupire, fils d'Alexandre, seigneur d'Hinges, Tourlingthun, Montignie, Courtaubus et Dulieu, ci-devant capitaine, aide-major du régiment de dragons de Sailly. A commencé sa carrière avec ses frères au service du roi, en étant à peine en âge de porter les armes, dans la compagnie des gentilshommes de Brisack en 1684. Il y sert jusqu'en 1687. Il a été honoré d'une sous-lieutenance dans le second bataillon du régiment royal-infanterie de vaisseaux. En cette qualité, il sert en Allemagne en 1688, dans l'armée du Dauphin. Il sert dans le régiment de Sailly et participe aux campagnes de 1689 dans les vallées de Luzerne et de Saint-Martin en Piémont contre les Vaudois et dans l'armée du Piémont en 16890. A été dangereusement blessé le même jour que ses frères  en défendant le poste de Berqueros qui était le passage de Pignerol à Luzerne. Lors de cette même campagne, il a été fait aide-major du régiment. Il a participé à plusieurs faits d'armes, dont le siège de Villefranche en Piémont, le bombardement de Liège, la bataille de Steinquerque, le siège de Namur, le bombardement de Charleroi, et en dernier lieu le siège de Furnes. Lors de ce dernier, il a assuré la charge de major-général de dragons de l'armée avec satisfaction du maréchal Louis François de Boufflers, il a alors été honoré de la charge de grand-bailli de Béthune[31].

## Politique et administration

### Découpage territorial
La commune se trouve dans l'arrondissement de Boulogne-sur-Mer du département du Pas-de-Calais.

#### Commune et intercommunalités
La commune est membre de la communauté de communes de Desvres - Samer.

#### Circonscriptions administratives
La commune est rattachée au canton de Desvres.

#### Circonscriptions électorales
Pour l'élection des députés, la commune fait partie de la sixième circonscription du Pas-de-Calais.

### Élections municipales et communautaires

#### Liste des maires
| Période                                  | Période                     | Identité          | Étiquette  | Qualité                                                        |
| ---------------------------------------- | --------------------------- | ----------------- | ---------- | -------------------------------------------------------------- |
| Les données manquantes sont à compléter. |                             |                   |            |                                                                |
| 1793                                     | An IV                       | Philippe Bouloy   |            |                                                                |
| An IV                                    |                             | François Serry    |            |                                                                |
| Les données manquantes sont à compléter. |                             |                   |            |                                                                |
|                                          | Juin 1839                   | Eustache Delattre |            |                                                                |
| Juin 1839                                | Octobre 1840                | Joseph Serry      |            |                                                                |
| Octobre 1840                             | Août 1848                   | Simon Lacheré     |            |                                                                |
| Septembre 1848                           |                             | Louis Ternisien   |            |                                                                |
| Les données manquantes sont à compléter. |                             |                   |            |                                                                |
| 1969                                     | juin 1995                   | Louis Harlé       | SE puis PS |                                                                |
| juin 1995                                | mars 2008                   | Francis Docquoy   | PS         |                                                                |
| mars 2008                                | 8 octobre 2018              | Philippe Leleu    | LR         | Exploitant agricole retraité Réélu pour le mandat 2014-2020,   |
| 8 octobre 2018                           | En cours (au 16 avril 2022) | André Goudalle    |            | Principal de collège retraité, Réélu pour le mandat 2020-2026, |

### Autres élections
Wirwignes est historiquement une ville acquise à la droite parlementaire. Il est fréquent que la droite dépasse les 50 % dès le premier tour. La gauche fait figure de parent pauvre. Sa seconde place n'est jamais acquise, elle est tantôt dépassée par le FN, CPNT et par l'UDF-MoDem.
Le FN est assez bas à Wirwignes, mais il tend à progresser de manière importante depuis 2009. Il est à la seconde place, devant le PS au premier tour des Régionales de 2010.
Lors de l'élection présidentielle de 2002, la commune de Wirwignes met Jacques Chirac (RPR) en tête à 27,05 %, preuve de la puissance de la droite sur la commune, il est suivi par Jean Saint-Josse (CPNT) avec 18,15 % et Jean-Marie Le Pen (Front national). Le premier candidat de gauche termine à la 4e place, Lionel Jospin (PS) obtient un faible 09,96 % (soit 28 voix pour 436 votants). Le total des voix de la gauche n'est que de 26,00% contre 74,00 % pour la droite. Le second tour voit la victoire de Jacques Chirac à 80,00 % contre 20,00 % pour Jean-Marie Le Pen, en dessous de la moyenne nationale.
Pour l'élection présidentielle de 2007, la même tendance est observée, Nicolas Sarkozy (UMP) culmine en tête avec 39,92 %, il est suivi par François Bayrou (UDF) néanmoins loin derrière avec 16,87 % des suffrages. Le premier candidat de gauche termine le podium, Ségolène Royal (PS) est 3e avec 14,40 %. L'ensemble des voix de gauche est de 21,81 % là où la droite obtient 78,19 %. Au second tour, la tendance est confirmée, Nicolas Sarkozy termine à 68,72 % contre 31,28 % pour la candidate socialiste Ségolène Royal.

#### Législatives
| Candidats      | Candidats                   | Étiquette      | Premier tour | Premier tour | Second tour | Second tour |
| Candidats      | Candidats                   | Étiquette      | Voix         | %            | Voix        | %           |
| -------------- | --------------------------- | -------------- | ------------ | ------------ | ----------- | ----------- |
|                | Brigitte de Prémont         | UMP            | 202          | 58,55        | 259         | 70,77       |
|                | Jean-Claude Leroy (sortant) | PS             | 58           | 16,81        | 107         | 29,23       |
|                | Catherine Mancheron         | FN             | 25           | 07,25        |             |             |
|                | Jean-Louis Desvignes        | CPNT           | 20           | 05,80        |             |             |
|                | Alain Libert                | PCF            | 7            | 02,03        |             |             |
|                | Nicole Canlers              | PR             | 7            | 02,03        |             |             |
|                | Denise Fruchart             | FLA            | 6            | 01,74        |             |             |
|                | Raymond Merlin              | LO             | 5            | 01,45        |             |             |
|                | Jean-François Marquis       | Les Verts      | 5            | 01,45        |             |             |
|                | Hubert Houliez              | MPF            | 3            | 00,87        |             |             |
|                | Jean-Pierre D'Hollander     | MNR            | 3            | 00,87        |             |             |
|                | Frédéric Vidal              | MEI            | 2            | 00,58        |             |             |
|                | Ingrid Hayes                | LCR            | 1            | 00,29        |             |             |
|                | Khelifa Hamida              | GE             | 1            | 00,29        |             |             |
|                |                             |                |              |              |             |             |
| Inscrits       | Inscrits                    | Inscrits       | 499          | 100,00       | 499         | 100,00      |
| Abstentions    | Abstentions                 | Abstentions    | 148          | 29,66        | 123         | 24,65       |
| Votants        | Votants                     | Votants        | 351          | 70,34        | 376         | 75,35       |
| Blancs et nuls | Blancs et nuls              | Blancs et nuls | 6            | 01,71        | 10          | 02,66       |
| Exprimés       | Exprimés                    | Exprimés       | 345          | 98,29        | 366         | 97,34       |

| Candidats      | Candidats                   | Étiquette      | Premier tour | Premier tour | Second tour | Second tour |
| Candidats      | Candidats                   | Étiquette      | Voix         | %            | Voix        | %           |
| -------------- | --------------------------- | -------------- | ------------ | ------------ | ----------- | ----------- |
|                | Hélène Magnier              | UMP            | 215          | 54,29        | 269         | 66,09       |
|                | Jean-Claude Leroy (sortant) | PS             | 88           | 22,22        | 138         | 33,91       |
|                | Francis Hennebelle          | MoDem          | 21           | 05,30        |             |             |
|                | Nathalie Flautre            | Les Verts      | 20           | 05,05        |             |             |
|                | Corinne Desutter            | CPNT           | 20           | 05,05        |             |             |
|                | Françoise Bonnard           | MPF            | 15           | 03,79        |             |             |
|                | Marion Auffray              | FN             | 7            | 01,77        |             |             |
|                | Magalie Debisschop          | LCR            | 7            | 01,77        |             |             |
|                | Catherine Lemoine           | PCF            | 2            | 00,51        |             |             |
|                | Raymond Merlin              | LO             | 1            | 00,25        |             |             |
|                | Jean-Pierre D'Hollander     | MNR            | 0            | 00,00        |             |             |
|                |                             |                |              |              |             |             |
| Inscrits       | Inscrits                    | Inscrits       | 545          | 100,00       | 545         | 100,00      |
| Abstentions    | Abstentions                 | Abstentions    | 139          | 25,50        | 126         | 23,12       |
| Votants        | Votants                     | Votants        | 406          | 74,50        | 419         | 76,88       |
| Blancs et nuls | Blancs et nuls              | Blancs et nuls | 10           | 02,46        | 12          | 02,86       |
| Exprimés       | Exprimés                    | Exprimés       | 396          | 97,54        | 407         | 97,14       |

#### Régionales

##### Régionales 2010
| Candidats      | Candidats           | Étiquette               | Premier tour | Premier tour | Second tour | Second tour |
| Candidats      | Candidats           | Étiquette               | Voix         | %            | Voix        | %           |
| -------------- | ------------------- | ----------------------- | ------------ | ------------ | ----------- | ----------- |
|                | Valérie Létard      | Majorité Présidentielle | 86           | 27,39        | 148         | 39,78       |
|                | Marine Le Pen       | FN                      | 69           | 21,97        | 99          | 26,61       |
|                | Daniel Percheron*   | PS - PRG - MRC          | 60           | 19,11        | 125         | 33,60       |
|                | Jean-François Caron | EÉ- MEI                 | 37           | 11,78        |             |             |
|                | François Dubout     | CNIP                    | 28           | 08,92        |             |             |
|                | Olivier Henno       | MoDem                   | 14           | 04,46        |             |             |
|                | Alain Bocquet       | FDG - Alternatifs       | 7            | 02,23        |             |             |
|                | Mickaël Poillion    | JA                      | 6            | 01,91        |             |             |
|                | Pascale Montel      | NPA                     | 5            | 01,59        |             |             |
|                | Eric Pecqueur       | LO                      | 2            | 00,64        |             |             |
|                |                     |                         |              |              |             |             |
| Inscrits       | Inscrits            | Inscrits                | 574          | 100,00       | 574         | 100,00      |
| Abstentions    | Abstentions         | Abstentions             | 240          | 41,81        | 187         | 32,58       |
| Votants        | Votants             | Votants                 | 334          | 58,19        | 387         | 67,42       |
| Blancs et nuls | Blancs et nuls      | Blancs et nuls          | 20           | 05,99        | 15          | 03,88       |
| Exprimés       | Exprimés            | Exprimés                | 314          | 94,01        | 372         | 96,12       |

*sortant

#### Cantonales
|                | Brigitte De Prémont* | UMP            | 162 | 44,51  | 226 | 56,78  |  |  |  |
|                | Claude Prudhomme     | PS             | 120 | 32,97  | 172 | 43,22  |  |  |  |
|                | Stéphan Hazebart     | FN             | 33  | 09,07  |     |        |  |  |  |
|                | Jean-Luc Marcotte    | DVD            | 30  | 08,24  |     |        |  |  |  |
|                | Max Papyle           | Les Verts      | 11  | 03,02  |     |        |  |  |  |
|                | Alexandre Brondel    | LO             | 5   | 01,37  |     |        |  |  |  |
|                | Jean-Michel Gugelot  | PCF            | 3   | 00,82  |     |        |  |  |  |
|                |                      |                |     |        |     |        |  |  |  |
| Inscrits       | Inscrits             | Inscrits       | 512 | 100,00 | 512 | 100,00 |  |  |  |
| Abstentions    | Abstentions          | Abstentions    | 134 | 26,17  | 100 | 19,53  |  |  |  |
| Votants        | Votants              | Votants        | 378 | 73,83  | 412 | 80,47  |  |  |  |
| Blancs et nuls | Blancs et nuls       | Blancs et nuls | 14  | 03,70  | 14  | 03,40  |  |  |  |
| Exprimés       | Exprimés             | Exprimés       | 364 | 96,30  | 398 | 96,60  |  |  |  |

|                | Philippe Leleu   | DVD            | 222 | 54,55  |     |        |  |  |  |
|                | Claude Prudhomme | PS             | 93  | 22,85  | 179 | 54,08  |  |  |  |
|                | Frédéric Vidal   | UMP            | 36  | 08,85  | 152 | 45,92  |  |  |  |
|                | Jacky Vasseur    | FN             | 29  | 07,13  |     |        |  |  |  |
|                | Miguel Torrès    | MEI            | 18  | 04,42  |     |        |  |  |  |
|                | Alain Libert     | PCF            | 9   | 02,21  |     |        |  |  |  |
|                |                  |                |     |        |     |        |  |  |  |
| Inscrits       | Inscrits         | Inscrits       | 588 | 100,00 | 588 | 100,00 |  |  |  |
| Abstentions    | Abstentions      | Abstentions    | 171 | 29,08  | 229 | 38,95  |  |  |  |
| Votants        | Votants          | Votants        | 417 | 70,92  | 359 | 61,05  |  |  |  |
| Blancs et nuls | Blancs et nuls   | Blancs et nuls | 10  | 01,70  | 28  | 04,76  |  |  |  |
| Exprimés       | Exprimés         | Exprimés       | 407 | 97,60  | 331 | 92,20  |  |  |  |

#### Référendums

##### Référendum 1992
Approuvez-vous le projet de loi soumis au peuple français par le Président de la République autorisant la ratification du traité sur l'Union Européenne ?
| Non : 207 (60,70 %) |  |  | Oui : 134 (39,30 %) |
| ▲                   |  |  |                     |

| Vote           | Vote           | Résultats | Résultats |
| Vote           | Vote           | Voix      | %         |
| -------------- | -------------- | --------- | --------- |
|                | NON            | 207       | 60,70     |
|                | OUI            | 134       | 39,30     |
| Inscrits       | Inscrits       | 454       | 100,00    |
| Abstentions    | Abstentions    | 90        | 19,82     |
| Votants        | Votants        | 364       | 80,18     |
| Blancs et nuls | Blancs et nuls | 23        | 06,32     |
| Exprimés       | Exprimés       | 341       | 93,68     |

##### Référendum 2000
Approuvez-vous le projet de loi constitutionnelle fixant la durée du mandat du Président de la République à cinq ans ?
| Non : 43 (28,48 %) |  |  | Oui : 108 (71,52 %) |
| ▲                  |  |  |                     |

| Vote           | Vote           | Résultats | Résultats |
| Vote           | Vote           | Voix      | %         |
| -------------- | -------------- | --------- | --------- |
|                | NON            | 43        | 28,48     |
|                | OUI            | 108       | 71,52     |
| Inscrits       | Inscrits       | 500       | 100,00    |
| Abstentions    | Abstentions    | 289       | 57,80     |
| Votants        | Votants        | 211       | 42,20     |
| Blancs et nuls | Blancs et nuls | 60        | 28,44     |
| Exprimés       | Exprimés       | 151       | 71,56     |

##### Référendum 2005
Approuvez-vous le projet de loi qui autorise la ratification du traité établissant une Constitution pour l'Europe ?
| Non : 208 (51,74 %) |  |  | Oui : 194 (48,26 %) |
| ▲                   |  |  |                     |

| Vote           | Vote           | Résultats | Résultats |
| Vote           | Vote           | Voix      | %         |
| -------------- | -------------- | --------- | --------- |
|                | NON            | 208       | 51,74     |
|                | OUI            | 194       | 48,26     |
| Inscrits       | Inscrits       | 519       | 100,00    |
| Abstentions    | Abstentions    | 96        | 18,50     |
| Votants        | Votants        | 423       | 81,50     |
| Blancs et nuls | Blancs et nuls | 21        | 04,96     |
| Exprimés       | Exprimés       | 402       | 95,04     |

## Population et société

### Démographie

#### Évolution démographique
L'évolution du nombre d'habitants est connue à travers les recensements de la population effectués dans la commune depuis 1793. Pour les communes de moins de 10 000 habitants, une enquête de recensement portant sur toute la population est réalisée tous les cinq ans, les populations de référence des années intermédiaires étant quant à elles estimées par interpolation ou extrapolation. Pour la commune, le premier recensement exhaustif entrant dans le cadre du nouveau dispositif a été réalisé en 2004.

En 2022, la commune comptait 743 habitants, en évolution de −0,8 % par rapport à 2016 (Pas-de-Calais : −0,72 %, France hors Mayotte : +2,11 %).
| 1793 | 1800 | 1806 | 1821 | 1831 | 1836 | 1841 | 1846 | 1851 |
| ---- | ---- | ---- | ---- | ---- | ---- | ---- | ---- | ---- |
| 680  | 543  | 510  | 662  | 644  | 652  | 591  | 625  | 662  |

| 1856 | 1861 | 1866 | 1872 | 1876 | 1881 | 1886 | 1891 | 1896 |
| ---- | ---- | ---- | ---- | ---- | ---- | ---- | ---- | ---- |
| 604  | 614  | 605  | 570  | 577  | 596  | 546  | 548  | 590  |

| 1901 | 1906 | 1911 | 1921 | 1926 | 1931 | 1936 | 1946 | 1954 |
| ---- | ---- | ---- | ---- | ---- | ---- | ---- | ---- | ---- |
| 603  | 602  | 627  | 598  | 579  | 603  | 598  | 665  | 601  |

| 1962 | 1968 | 1975 | 1982 | 1990 | 1999 | 2004 | 2006 | 2009 |
| ---- | ---- | ---- | ---- | ---- | ---- | ---- | ---- | ---- |
| 530  | 507  | 492  | 528  | 638  | 682  | 687  | 686  | 739  |

| 2014 | 2019 | 2022 | - | - | - | - | - | - |
| ---- | ---- | ---- | - | - | - | - | - | - |
| 740  | 738  | 743  | - | - | - | - | - | - |

#### Pyramide des âges
En 2018, le taux de personnes d'un âge inférieur à 30 ans s'élève à 32,7 %, soit en dessous de la moyenne départementale (36,7 %). À l'inverse, le taux de personnes d'âge supérieur à 60 ans est de 25,6 % la même année, alors qu'il est de 24,9 % au niveau départemental.
En 2018, la commune comptait 390 hommes pour 352 femmes, soit un taux de 52,56 % d'hommes, largement supérieur au taux départemental (48,50 %).
Les pyramides des âges de la commune et du département s'établissent comme suit.
| Hommes | Classe d’âge | Femmes |
| ------ | ------------ | ------ |
| 0,0    | 90 ou +      | 1,4    |
| 5,7    | 75-89 ans    | 7,4    |
| 17,3   | 60-74 ans    | 19,7   |
| 24,7   | 45-59 ans    | 24,3   |
| 17,0   | 30-44 ans    | 17,4   |
| 16,2   | 15-29 ans    | 12,3   |
| 19,1   | 0-14 ans     | 17,4   |

| Hommes | Classe d’âge | Femmes |
| ------ | ------------ | ------ |
| 0,5    | 90 ou +      | 1,6    |
| 5,6    | 75-89 ans    | 8,9    |
| 16,7   | 60-74 ans    | 18,1   |
| 20,2   | 45-59 ans    | 19,2   |
| 18,9   | 30-44 ans    | 18,1   |
| 18,2   | 15-29 ans    | 16,2   |
| 19,9   | 0-14 ans     | 17,9   |

## Culture locale et patrimoine

### Lieux et monuments
- L'église Saint-Quentin, entièrement décorée par l'abbé Paul-Amédé Lecoutre (1830-1906) de 1867 à sa mort en 1906[44]. Jalon essentiel de la genèse de l'Art naïf, elle est inscrite à l'inventaire des monuments historiques depuis 2006[44].

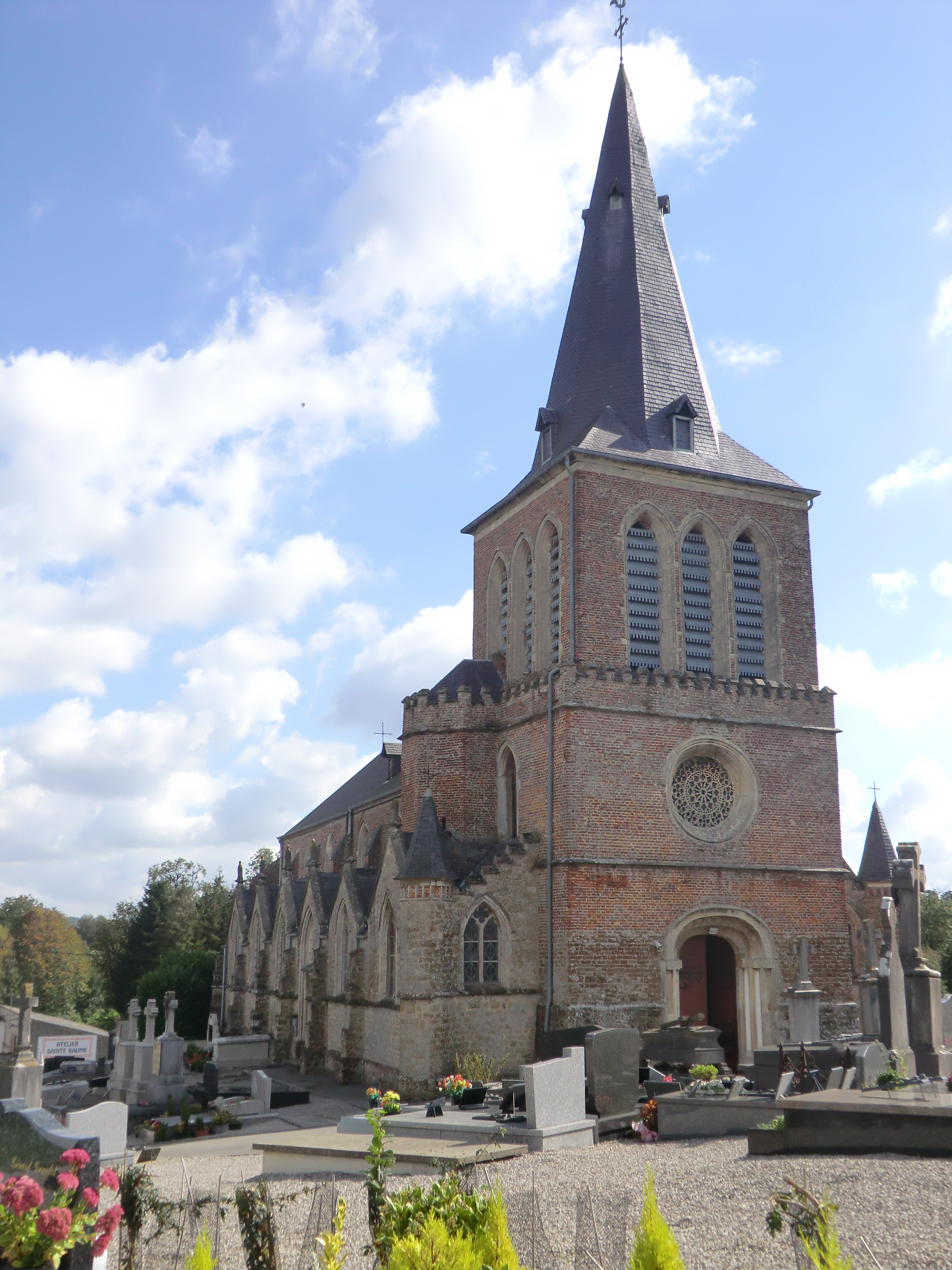
L'église Sain-Quentin.
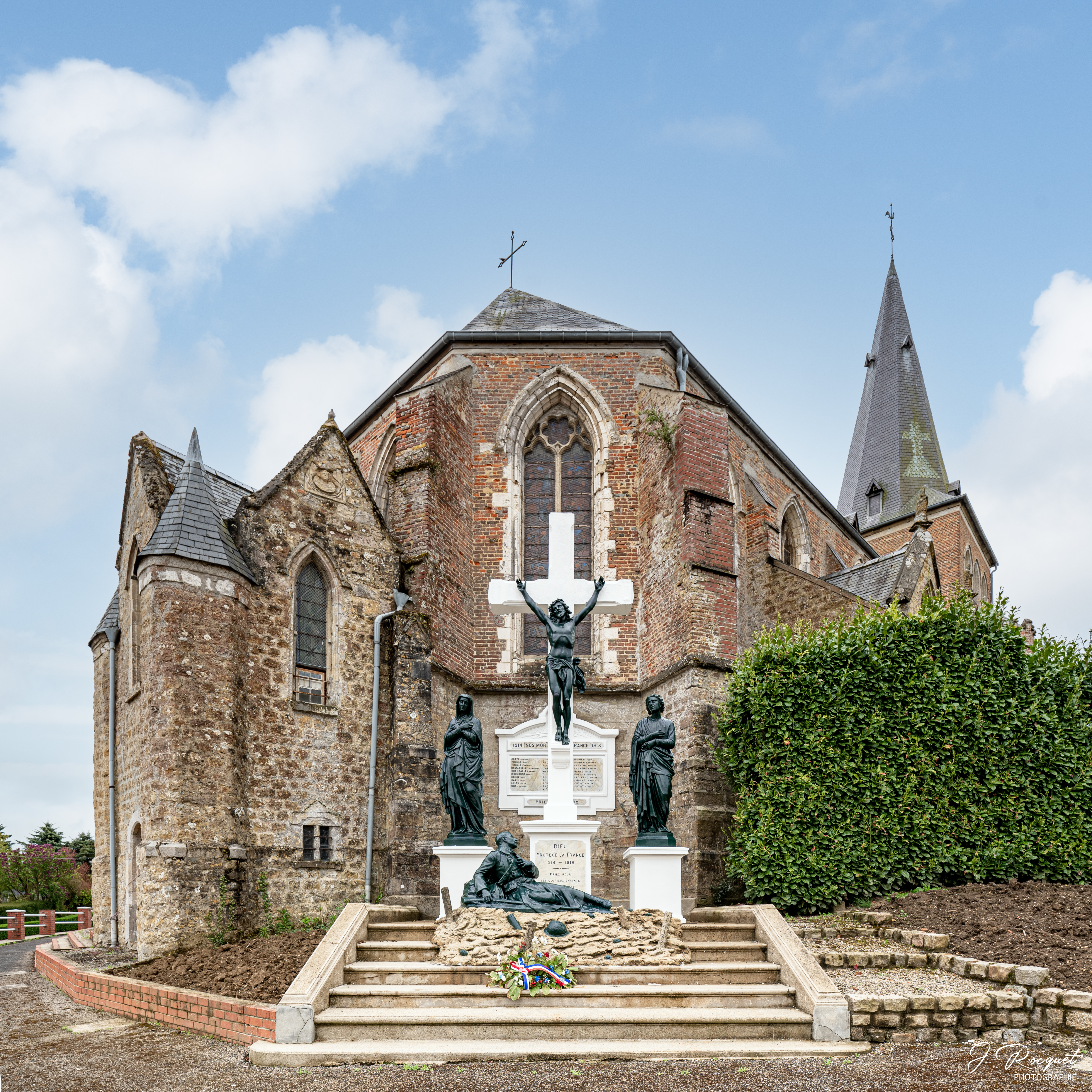
L'église et le monument aux morts.
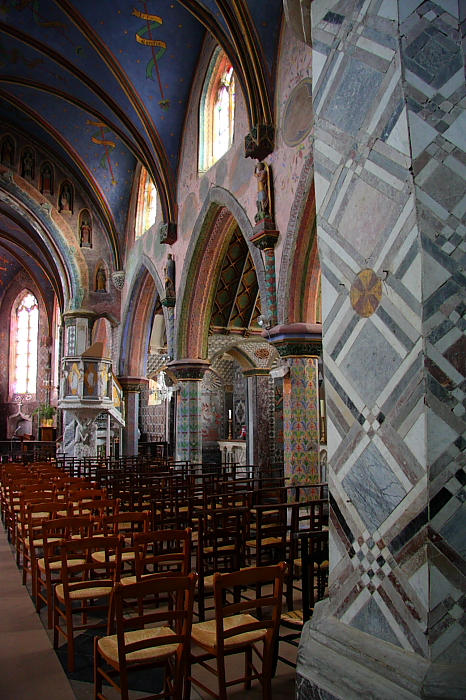
Pilier intérieur de l'église.
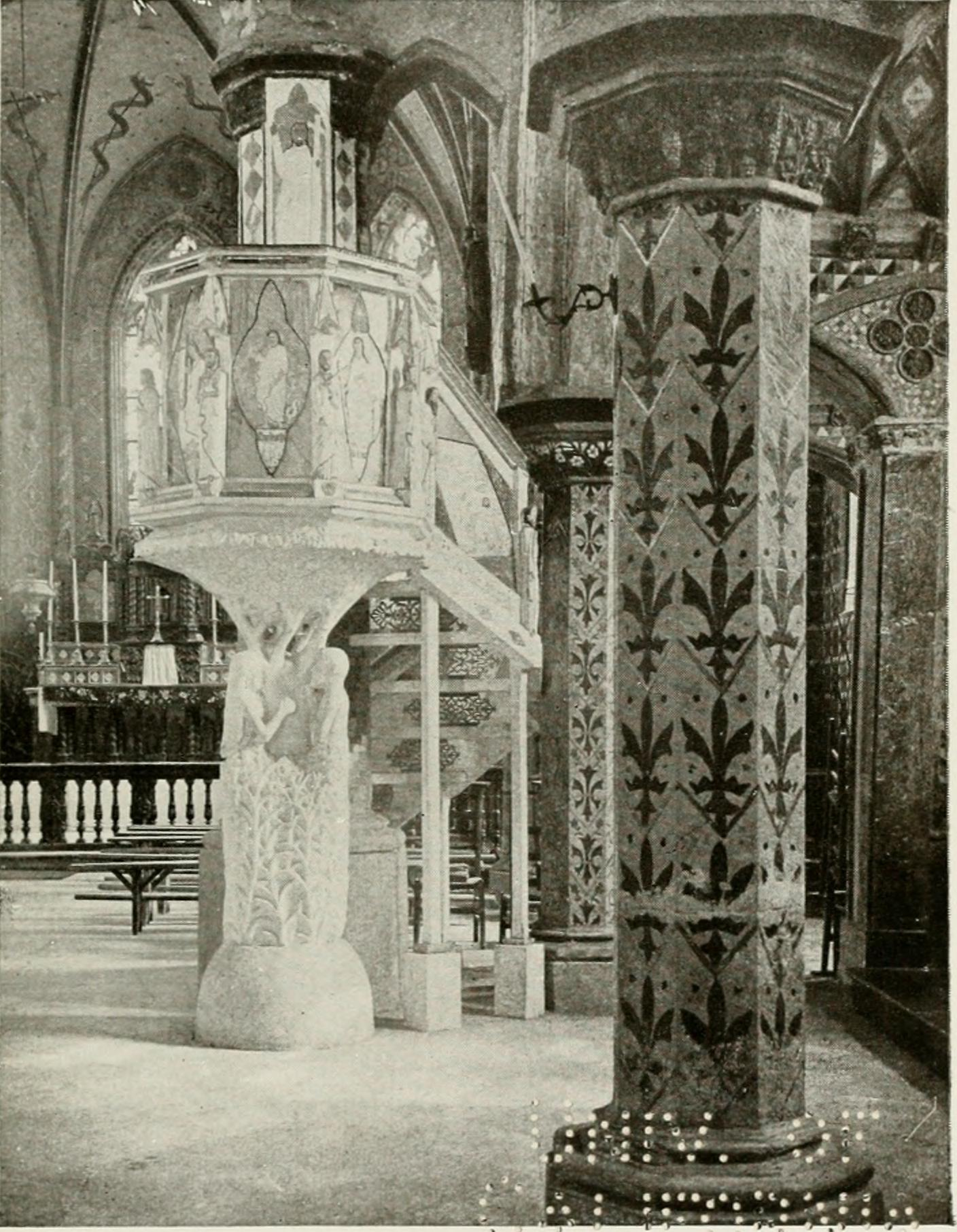
La chaire de l'église Saint-Quentin.
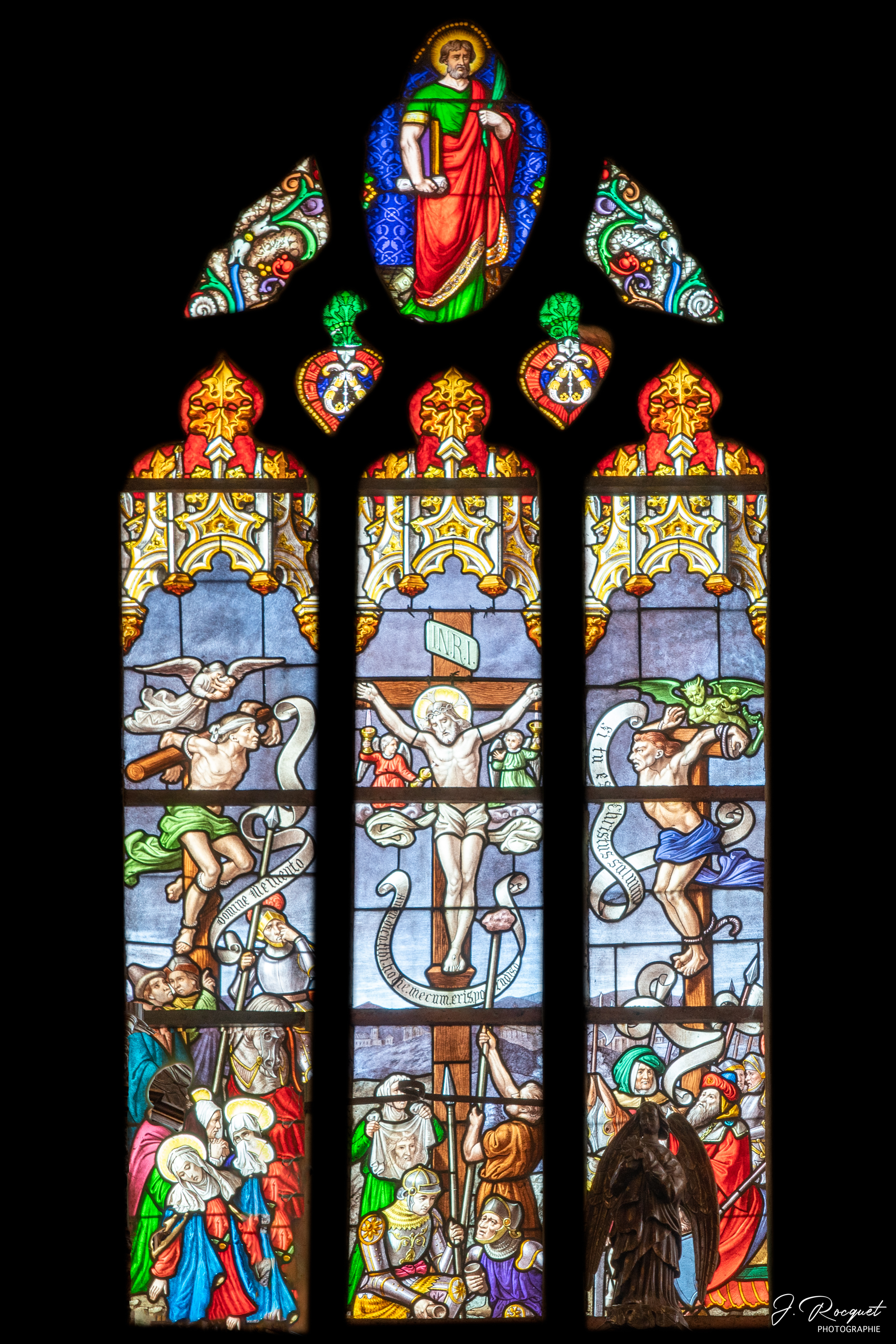
Vitrail situé au centre du chœur derrière le maître autel.
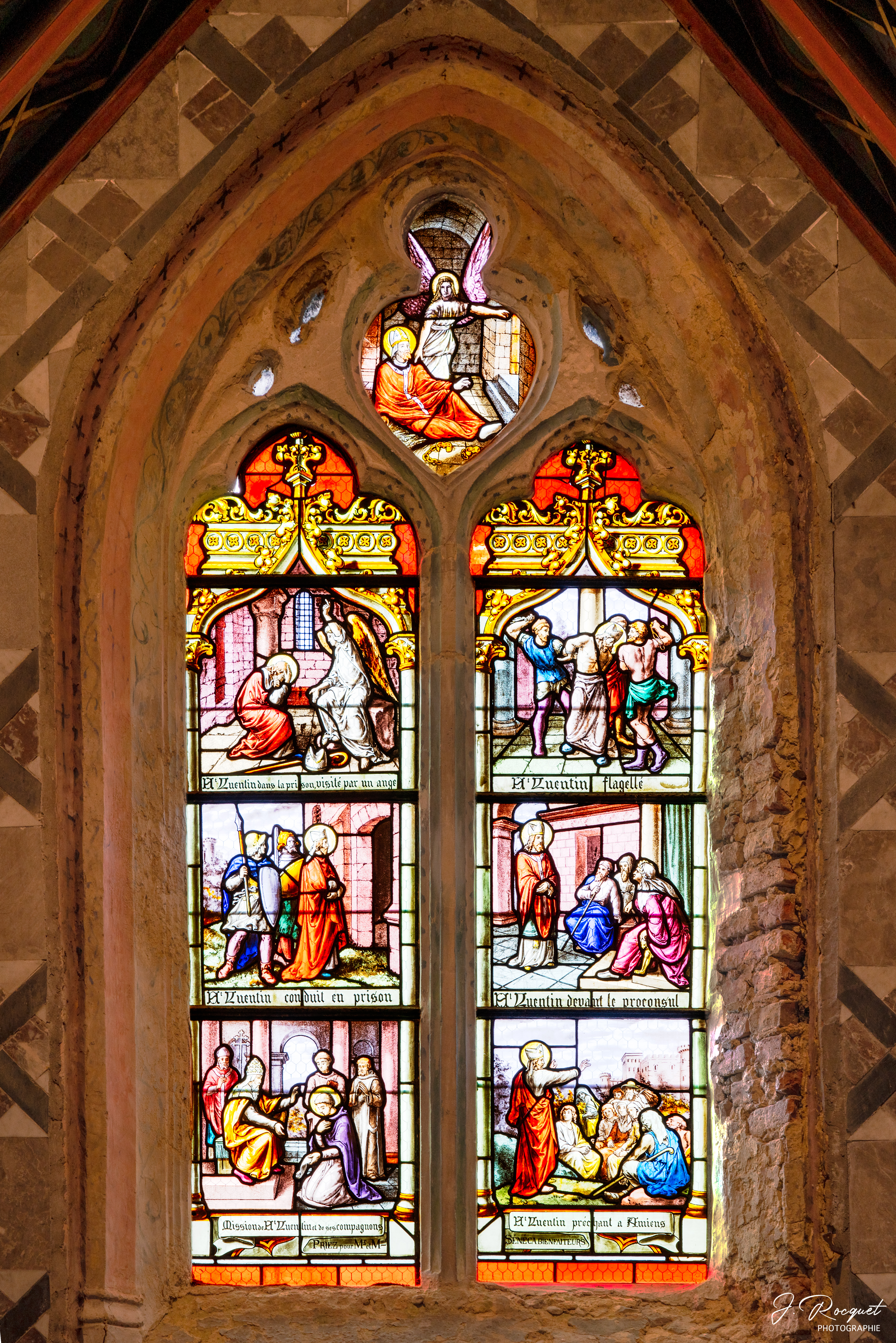
Vitrail illustrant quelques étapes de la vie de Saint Quentin.

- Le château de Quenneval et son parc.
- « Chez Mémère Harlé », restaurant datant de mai 1919 et célèbre pour ses tartes au papin.
- Manoir de la Lombarderie du XVIIe siècle.

### Personnalités liées à la commune
- Jean Mouton (vers 1459-1522), compositeur de musique polyphonique[45].
- Giosuè Giuppone (1878-1910), pilote italien de vitesse moto devenu pilote automobile, mort à Wirwignes.

### Héraldique
| Blason de Wirwignes | Blason  | De sable au lion d’argent, armé et lampassé de gueules, à la bordure cousue du même*. |
| Blason de Wirwignes | Détails | * Il y a là non-respect de la règle de contrariété des couleurs : ces armes sont fautives (gueules sur sable). Armes d'une supposée famille de Wirwignes, qui aurait donné les premiers seigneurs du lieu. Adopté le 26 octobre 1995. |

## Pour approfondir